# Stardust (űrszonda)
A Stardust az amerikai Discovery-program negyedik űrszondája. Mintát vett a Wild-2 üstökös kómájából, és 2006-ra visszahozta ezt a mintát a Földre.

## Küldetés
A Stardust Delta II hordozórakétával indult Cape Canaveralból 1999. február 7-én. 2001. január 15-én 6000 kilométerre megközelítette a Földet. 2002 áprilisában pályájának aphéliumában 407 millió kilométerre (2,72 CsE) volt a Naptól. Ilyen távol még nem járt napelemeket használó űreszköz. Ebben a távolságban a gyenge napfény miatt a szonda napelemei sokkal kevesebb energiát állítottak elő. A Stardust addig 2 milliárd kilométert tett meg.

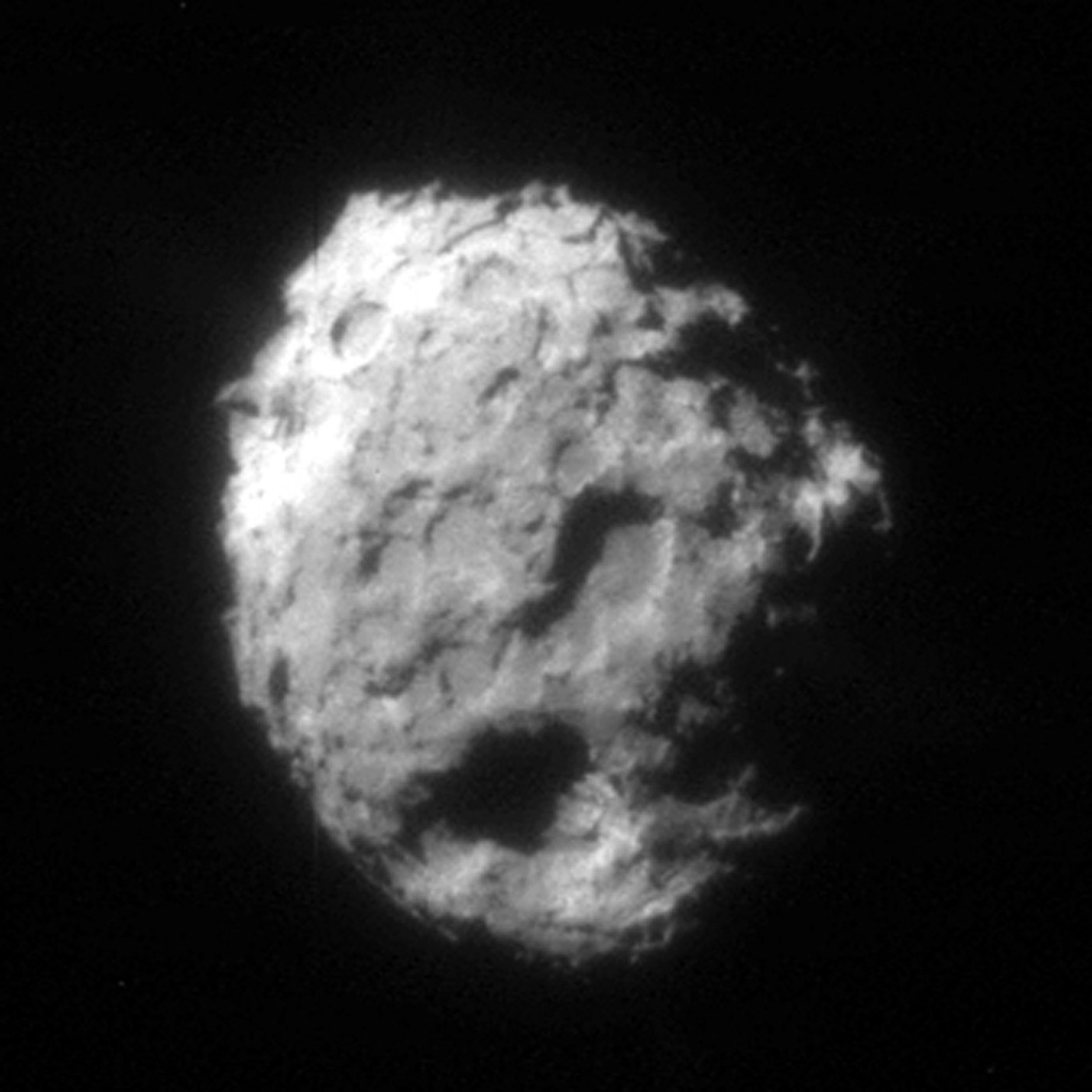
Az egyik felvétel Wild-2 üstökösről

A Wild-2 üstököst 2004. január 2-án közelítette meg 236 kilométerre, az aerogél felületek segítségével mintát vett a kómából és fényképeket készített. A közelképeken egy 1 km-es kráter látszik, amelyet Left Foot-nak neveztek el. A képek szerint hét nagyobb gázkitörés indul az üstökös magjából, amelyeknek az anyaga hozza létre a légkört.
A Stardust leszálló kapszulája a Wild-2 üstökös környezetében vett pormintával 2006. január 15-én sikeresen visszaérkezett a Földre. A földet érésre Utah államban, az előre kijelölt hely közelében került sor. A leszállásra használt ejtőernyő hasonló volt a Genesis űrszondáéhoz, de ez rendben kinyílt, nem történt Genesiséhez hasonló szerencsétlen becsapódás..
A leszálló kapszula 4 órával a légkörbe lépés előtt önállósodott. Maga az „anyaszonda” bekapcsolta manőverező hajtóműveit, hogy elkerülje a Földdel való találkozást. A továbbiakban is folytatja Nap körüli keringését. Mivel kamerái és egyéb fedélzeti műszerei működőképesek, a szonda esetleg még használható lehet az elkövetkezendő években, ha találnak számára megfelelő feladatot.
A kapszula a légkörbe több mint 46 ezer km/h sebességgel lépett be, 10:57-kor. (Érdekesség, hogy ez egyúttal rekord is: az ember építette leszálló űreszközök közül eddig az Apollo–10 űrhajó visszatérő kabinja tartotta a csúcsot.). A Stardust-kapszula gyorsan, alig 15 perc alatt ért a felszínre. Ejtőernyője 32 km magasságban nyílt ki.
2007-től kezdődött a NEXT (New Exploration of Tempel 1) nevű kiterjesztett program, amely a kapcsolódik a Deep Impact űrszonda eredeti programjához. 2011. február 15-én a Stardust 181 km-re közelítette meg a Tempel–1 üstököst, amelybe néhány évvel korábban csapódott be a Deep Impact szondája. A becsapódási helyet is megfigyelték, de a kráterbe visszakerülő anyag miatt nehezen észrevehető volt. A Tempel-1 vizsgálata után már kevés hajtóanyaga maradt a Stardustnak, ezért 2011. március 24-én egy technológiai kísérlet keretében a maradék hajtóanyagot is elégették, majd kikapcsolták a kommunikációs rendszert.

## Külső hivatkozások

### Magyar oldalak
- Üstökösport hoz a "Csillagpor" Archiválva 2005. március 18-i dátummal a Wayback Machine-ben

### Külföldi oldalak
- Stardust Project Home Page
- An interactive Internet-based search for interstellar dust in the Stardust aerogel collector